# 林紹 (正德進士)
林紹（1470年—？），字伯箕，潮州府潮阳县人，竈籍。明朝政治人物、进士出身。

## 生平
治《書經》，行七，由國子生中式弘治十一年（1598年）廣東鄉試第八名舉人，年三十九歲中式正德三年（1508年）戊辰科會試第三百三十八名，第二甲第六十八名進士。任戶部主事。

## 家族
曾祖林进。祖林保隆。父林材。母戴氏。慈侍下，弟若山。